# Handball-Bundesliga (vrouwen) 2019/20
Het Handball-Bundesliga seizoen 2019/20 (vrouwen) is het 35e seizoen van de Handball-Bundesliga, de hoogste Duitse handbalcompetitie bij de vrouwen. Er namen veertien teams deel aan de competitie. Het seizoen begon op 5 september 2019 en werd op 18 maart 2020 vroegtijdig beëindigd vanwege het uitbreken van de coronapandemie. 
Vanwege de coronapandemie besloot de Deutscher Handballbund om de competitie voortijdig af te breken. De Handball Bundesliga Frauen (HBF) had later besloten om in tegenstelling tot de competitie van de mannen geen kampioen bij de vrouwen uit te roepen. De koploper BVB Dortmund Handball had met één wedstrijd meer gespeeld, 3 punten voorsprong op de nummer 2 SG BBM Bietigheim. Mede gezien het feit dat BVB Dortmund Handball nog een uitwedstrijd moest spelen tegen de nummer 2 SG BBM Bietigheim, heeft de HBF besloten om geen kampioen uit te roepen. De koploper BVB Dortmund Handball kreeg het rechtstreekse EHF Champions League ticket voor het volgende seizoen toegewezen. De nummer 2 en 3 kregen de tickets toegewezen voor de EHF European League. Nummer 2 SG BBM Bietigheim heeft echter bij de EHF met succes een aanvraag gedaan voor een van de 7 wild cards voor de EHF Champions League. De bovenste twee teams van de 2. Bundesliga promoveren naar de 1. Bundesliga en de onderste twee teams van de 1. Bundesliga mogen in de 1. Bundesliga blijven. Hierdoor wordt in het komende seizoen eenmalig met 16 teams in de 1. Bundesliga gespeeld.

## Competitieopzet
In de Bundesliga komen 14 teams uit die in 26 rondes uit- en thuiswedstrijden spelen. 
- Een gewonnen wedstrijd levert 2 punten op, een gelijkspel levert 1 punt op en een verloren wedstrijd levert 0 punten op.
- De ranglijst bepaalt de eindrangschikking. Er worden geen play-offs gespeeld om het kampioenschap.
- De winnaar van de Bundesliga is Duits kampioen.
- De nummer 13 en 14 van de ranglijst degraderen naar de 2. Bundesliga.
- Bij een gelijk aantal punten is het doelsaldo beslissend. Indien het doelsaldo gelijk is wordt er gekeken naar het onderlinge resultaat.
- De kampioen kwalificeert zich voor de EHF Champions League.
- De Duitse bekerwinnaar, evenals het tweede en derde geklasseerde team kwalificeren zich voor de European Handball League (EHL). Indien de EHF een extra team toelaat tot de EHL, wordt dit ticket vergeven aan het volgende best geklasseerde team van de ranglijst.
- Indien de bekerwinnaar teven Duits kampioen is geworden, kwalificeert de verliezend bekerfinalist zich voor de European Handball League.
- De wedstrijden op doordeweekse dagen moeten aanvangen tussen 18:00 uur en 20:00 uur, op zaterdagen tussen 15:00 uur en 20:00 en op zondagen tussen 14:00 uur en 16:30 uur. In samenspraak met de tegenstander mag hiervan worden afgeweken.

## Teams
| Ploeg                    | Plaats                 | Deelstaat           | Trainer             | Hal                                                                       | Capaciteit  |
| ------------------------ | ---------------------- | ------------------- | ------------------- | ------------------------------------------------------------------------- | ----------- |
| Buxtehuder SV            | Buxtehude              | Nedersaksen         | Dirk Leun           | Schulzentrum Nord                                                         | 1.800       |
| BVB Dortmund Handball    | Dortmund               | Noordrijn-Westfalen | André Fuhr          | Sporthalle Wellinghofen                                                   | 2.500       |
| FRISCH AUF Göppingen     | Göppingen              | Baden-Württemberg   | Aleksandar Knežević | EWS-Arena                                                                 | 5.600       |
| 1. FSV Mainz 05          | Mainz                  | Rijnland-Palts      | Thomas Zeitz        | Sporthalle Wiesbaden am Elsäßer Platz/ Mehrzweckhalle Gymnasium Oberstadt | 1.200/??    |
| HSG Bad Wildungen Vipers | Bad Wildungen          | Hessen              | Tessa Bremmer       | Ense-Halle                                                                | 800         |
| HSG Bensheim/Auerbach    | Bensheim               | Hessen              | Heike Ahlgrimm      | Weststadthalle                                                            | 1.990       |
| HSG Blomberg-Lippe       | Blomberg               | Noordrijn-Westfalen | Steffen Birkner     | Schulzentrum Blomberg                                                     | 900         |
| Neckarsulmer Sport-Union | Neckarsulm             | Baden-Württemberg   | Pascal Morgant      | Ballei Neckarsulm                                                         | 1.300       |
| SG BBM Bietigheim        | Bietigheim-Bissingen   | Baden-Württemberg   | Martin Albertsen    | MHPArena/Halle am Viadukt                                                 | 3.715/1.300 |
| Kurpfalz-Bären           | Ketsch                 | Baden-Württemberg   | Katrin Schneider    | Neurotthalle                                                              | 1.100       |
| Thüringer HC             | Erfurt/Bad Langensalza | Thüringen           | Herbert Müller      | Salza-Halle                                                               | 1.100       |
| TSV Bayer 04 Leverkusen  | Leverkusen             | Noordrijn-Westfalen | Andreas Thiel       | Ostermann-Arena                                                           | 3.500       |
| TuS Metzingen            | Metzingen              | Baden-Württemberg   | Edina Rott          | Ösch-Sporthalle                                                           | 600         |
| VfL Oldenburg            | Oldenburg              | Nedersaksen         | Niels Bötel         | EWE Arena/Schulzentrum Eversten                                           | 2.300/1.300 |

## Ranglijst

### Eindstand
| Pos | Team                     | Wed | W  | G | V  | DV  | DT  | DS   | Ptn |
| --- | ------------------------ | --- | -- | - | -- | --- | --- | ---- | --- |
| 1   | BVB Dortmund Handball    | 17  | 16 | 0 | 1  | 565 | 430 | +135 | 32  |
| 2   | SG BBM Bietigheim        | 16  | 14 | 1 | 1  | 519 | 413 | +106 | 29  |
| 3   | TuS Metzingen            | 17  | 14 | 0 | 3  | 513 | 418 | +95  | 28  |
| 4   | Thüringer HC             | 17  | 12 | 0 | 5  | 532 | 408 | +124 | 24  |
| 5   | HSG Blomberg-Lippe       | 16  | 11 | 1 | 4  | 467 | 441 | +26  | 23  |
| 6   | TSV Bayer 04 Leverkusen  | 16  | 10 | 0 | 6  | 417 | 412 | +5   | 20  |
| 7   | Buxtehuder SV            | 17  | 9  | 0 | 8  | 489 | 468 | +21  | 18  |
| 8   | HSG Bensheim/Auerbach    | 17  | 7  | 0 | 10 | 485 | 509 | −24  | 14  |
| 9   | Neckarsulmer Sport-Union | 17  | 6  | 0 | 11 | 433 | 492 | −59  | 12  |
| 10  | VfL Oldenburg            | 17  | 5  | 1 | 11 | 435 | 507 | −72  | 11  |
| 11  | FRISCH AUF Göppingen     | 17  | 5  | 0 | 12 | 452 | 480 | −28  | 10  |
| 12  | HSG Bad Wildungen        | 17  | 3  | 0 | 14 | 448 | 491 | −43  | 6   |
| 13  | 1. FSV Mainz 05          | 16  | 2  | 0 | 14 | 372 | 519 | −147 | 4   |
| 14  | Kurpfalz-Bären           | 17  | 1  | 1 | 15 | 412 | 551 | −139 | 3   |

### Legenda
| Kleur | Kwalificatie voor                                                             |
| ----- | ----------------------------------------------------------------------------- |
|       | EHF Champions League                                                          |
|       | Winnaar DHB-Pokal, tweede kwalificatieronde EHF European League               |
|       | Tweede kwalificatieronde EHF European League                                  |
|       | Eerste kwalificatieronde EHF European League                                  |
|       | Degradatie naar de 2. Bundesliga (geen degradanten vanwege de coronapandemie) |

## Uitslagen
| Thuis ╲ Uit              | BVB    | BBM    | MET    | THU    | BLO    | LEV    | BSV    | BEN    | NSU    | OLD    | FAG    | BWV    | MAI    | KUR    |
| ------------------------ | ------ | ------ | ------ | ------ | ------ | ------ | ------ | ------ | ------ | ------ | ------ | ------ | ------ | ------ |
| BVB Dortmund Handball    |        | 38:32  | 35:31  | 27:25  | 32:19  | 25.04. | 03.04. | 28:24  | 07.03. | 39:30  | 32:20  | 11.04. | 09.05. | 33:19  |
| SG BBM Bietigheim        | 18.04. |        | 37:29  | 28:25  | 25.04. | 25:20  | 36:27  | 09.05. | 34:26  | 07.03. | 35:20  | 30:28  | 38:26  | 39:22  |
| TuS Metzingen            | 28:24  | 16.05. |        | 29:22  | 27:29  | 04.04. | 32:17  | 31:26  | 02.05. | 18.04. | 06.03. | 29:21  | 32:14  | 35:18  |
| Thüringer HC             | 25:26  | 13.03. | 26.04. |        | 04.04. | 16.05. | 36:21  | 29:22  | 25:20  | 36:19  | 34:23  | 10.05. | 36:19  | 34:21  |
| HSG Blomberg-Lippe       | 02.05. | 30:38  | 24:28  | 32:34  |        | 36:24  | 18.04. | 40:32  | 33:29  | 33:27  | 24:20  | 29:27  | 07.03. | 09.05. |
| TSV Bayer 04 Leverkusen  | 22:29  | 21:29  | 24:25  | 34:25  | 01.03. |        | 26:35  | 15.03. | 24:16  | 26:25  | 12.04. | 25:24  | 03.05. | 31:23  |
| Buxtehuder SV            | 25:31  | 11.04. | 09.05. | 22.04. | 27:32  | 22:24  |        | 29:23  | 29:33  | 31:24  | 23:20  | 31:25  | 38:22  | 25.04. |
| HSG Bensheim/Auerbach    | 28:34  | 25:30  | 24:30  | 18.04. | 16.05. | 27:30  | 02.05. |        | 37:33  | 23:24  | 37:33  | 07.03. | 04.04. | 33:24  |
| Neckarsulmer Sport-Union | 26:39  | 04.04. | 28:31  | 21:40  | 11.04. | 23:26  | 14.03. | 25.04. |        | 25:31  | 10.05. | 26:23  | 30:21  | 30:28  |
| VfL Oldenburg            | 26:39  | 25:25  | 26:30  | 25:35  | 15.03. | 08.05. | 27:24  | 11.04. | 21:23  |        | 26.04. | 18:33  | 38:32  | 28:23  |
| FRISCH AUF Göppingen     | 14.03. | 26:33  | 25:31  | 02.05. | 27:31  | 28:29  | 16.05. | 30:31  | 33:22  | 30:21  |        | 04.04. | 18.04. | 34:26  |
| HSG Bad Wildungen        | 29:40  | 25:30  | 14.03. | 21:31  | 25:26  | 18.04. | 29:41  | 28:33  | 16.05. | 02.05. | 28:22  |        | 26:30  | 29:20  |
| 1. FSV Mainz 05          | 21:39  | 01.03. | 12.04. | 20:40  | 18:23  | 20:31  | 29:39  | 26:27  | 17:22  | 16.05. | 17:27  | 26.04. |        | 15.03. |
| Kurpfalz-Bären           | 16.05. | 02.05. | 24:35  | 11.04. | 26:26  | 07.03. | 19:30  | 30:33  | 18.04. | 04.04. | 26:34  | 30:27  | 33:40  |        |

## Statistieken

### Topscorers
| Rang | Naam                  | Team                     | Goals | Veld | 7m          | Goals/wedstrijd |
| ---- | --------------------- | ------------------------ | ----- | ---- | ----------- | --------------- |
| 1    | Julia Maidhof         | HSG Bensheim/Auerbach    | 145   | 89   | 56/66 (85%) | 8,5             |
| 2    | Silje Brøns Petersen  | HSG Blomberg-Lippe       | 108   | 90   | 18/28 (64%) | 6,4             |
| 3    | Sabine Heusdens       | HSG Bad Wildungen Vipers | 105   | 64   | 41/57 (72%) | 5,8             |
| 4    | Michaela Hrbková      | Frisch Auf Göppingen     | 103   | 44   | 59/70 (84%) | 6,4             |
| 5    | Bogna Sobiech         | BVB Dortmund Handball    | 102   | 68   | 34/42 (81%) | 5,7             |
| 6    | Alicia Soffel         | 1. FSV Mainz 05          | 99    | 89   | 10/14 (71%) | 5,8             |
| 7    | Myrthe Schoenaker     | VfL Oldenburg            | 98    | 47   | 51/58 (88%) | 5,4             |
| 8    | Kelly Dulfer          | BVB Dortmund Handball    | 96    | 96   | -           | 5,3             |
| 8    | Laura van der Heijden | SG BBM Bietigheim        | 96    | 96   | -           | 5,3             |
| 10   | Marlene Zapf          | TuS Metzingen            | 93    | 63   | 30/37 (81%) | 5,4             |
| 11   | Lone Fischer          | Buxtehuder SV            | 91    | 79   | 12/17 (71%) | 6,1             |
| 12   | Celine Michielsen     | HSG Blomberg-Lippe       | 89    | 89   | -           | 4,9             |
| 13   | Tessa van Zijl        | HSG Blomberg-Lippe       | 88    | 87   | 1/1 (100%)  | 4,9             |
| 14   | Kim Naidzinavicius    | SG BBM Bietigheim        | 84    | 36   | 48/55 (87%) | 4,7             |
| 15   | Nele Reimer           | Neckarsulmer Sport-Union | 83    | 53   | 30/42 (71%) | 4,6             |

### Toeschouwers
| Rang | Team                     | Totaal  | Gemiddeld | Thuisw. |
| ---- | ------------------------ | ------- | --------- | ------- |
| 1    | TuS Metzingen            | 10.989  | 1.221     | 9       |
| 2    | HSG Bensheim/Auerbach    | 10.962  | 1.218     | 9       |
| 3    | HSG Blomberg-Lippe       | 11.111  | 1.111     | 10      |
| 4    | Thüringer HC             | 8.654   | 1.081     | 8       |
| 5    | Buxtehuder SV            | 9.679   | 1.075     | 9       |
| 6    | SG BBM Bietigheim        | 10.420  | 1.042     | 10      |
| 7    | VfL Oldenburg            | 9.278   | 1.030     | 9       |
| 8    | TSV Bayer 04 Leverkusen  | 10.000  | 1.000     | 10      |
| 9    | Neckarsulmer Sport-Union | 7.511   | 938       | 8       |
| 10   | Kurpfalz Bären           | 6.860   | 857       | 8       |
| 11   | Borussia Dortmund        | 7.628   | 847       | 9       |
| 12   | Frisch Auf Göppingen     | 6.558   | 819       | 8       |
| 13   | HSG Bad Wildungen Vipers | 6.261   | 695       | 9       |
| 14   | 1. FSV Mainz 05          | 4.612   | 512       | 9       |
|      | Totaal                   | 120.523 | 965       | 125     |

## Selecties
1:  Rinka Duijndam ·
4: Alina Grijseels ·
6: Saskia Weisheitel ·
7: Caroline Müller ·
9: Leonie Kockel ·
10:  Inger Smits ·
18: Johanna Stockschläder ·
21:  Merel Freriks ·
21:  Kelly Dulfer ·
26: Isabell Roch ·
27:  Asuka Fujita · 30:  Yara ten Holte · 31:  Kelly Vollebregt · 66: Dana Bleckmann · 77:  Virág Vaszari · 81:  Aleksandra Zych · 90:  Bogna Sobiech · Coach: André Fuhr

Resultaten: 1e plaats (geen kampioen) Bundesliga – Final Four (afgelast) DHB-Pokal
3:  Maura Visser ·
5: Antje Lauenroth ·
6:  Maren Nyland Aardahl ·
8: Amelie Berger ·
10: Anna Loerper ·
11:  Laura van der Heijden ·
12: Dinah Eckerle ·
13: Luisa Schulze ·
14:  Karolina Kudlacz-Gloc ·
15: Kim Naidzinavicius ·
17:  Daphne Gautschi · 19: Leonie Patorra · 21:  Fie Woller · 23:  Valentyna Salamakha · 26:  Angela Malestein · 34: Kim Braun · Coach:  Martin Fruelund Albertsen

Resultaten: 2e plaats Bundesliga – 1/4 finale DHB-Pokal – groepsfase EHF Champions League – groepsfase EHF Cup
1:  Jesse van de Polder ·
2: Marlene Zapf ·
3:  Katarzyna Janiszewska ·
5:  Delaila Amega ·
7:  Bo van Wetering ·
8:  Simone Cathrine Petersen ·
9:  Patricia Kovacs ·
10: Lena Degenhardt ·
14: Anika Niederwieser ·
15: Madita Kohorst ·
16: Nicole Roth · 22: Maren Weigel · 23: Cara Hartstock · 26: Svenja Hübner · 51:  Marija Obradovic · 55:  Tamara Haggerty · 95:  Dorina Korsos · Coach:  Edina Rott

Resultaten: 3e plaats Bundesliga – Final Four (afgelast) DHB-Pokal – 2e kwalificatieronde EHF Cup
2.  Mariana Lopes ·
4.  Beate Scheffknecht ·
5. Alexandra Mazzucco ·
6.  Almudena Rodríguez ·
7.  Jovana Sazdovska ·
12.  Marie Davidsen ·
13. Meike Schmelzer ·
16. Ann-Cathrin Giegerich ·
17. Alicia Stolle ·
18.  Iveta Luzumová ·
20. Emily Bölk ·
21. Ina Großmann ·
22.  Mia Biltoft ·
25.  Mikaela Mässing ·
27. Anne Hubinger ·
28.  Lýdia Jakubisová ·
57.  Josefine Huber ·
Coach: Herbert Müller

Resultaten: 4e plaats Bundesliga – Final Four (afgelast) DHB-Pokal – 1/4 finale EHF Cup
2: Kira Schnack ·
3: Laura Rüffieux ·
5: Merle Heidergott ·
6:  Munia Smits ·
7:  Isabelle Jongenelen ·
8:  Tessa van Zijl ·
11:  Kamila Kordovska ·
12: Anna Monz-Kühn ·
15:  Celine Michielsen ·
16: Melanie Veith ·
18: Ndidi Agwunedu · 21: Nele Franz · 23:  Silje Brøns Petersen · 26:  Jennifer Murer · Coach: Steffen Birkner

Resultaten: 5e plaats Bundesliga – 1/8 finale DHB-Pokal
2: Mareike Thomaier ·
3:  Živilė Jurgutytė ·
4: Anne Seidel ·
7: Mia Zschocke ·
9: Jenny Souza ·
10: Jennifer Kämpf ·
11:  Annefleur Bruggeman ·
15: Prudence Kinlend ·
16: Vanessa Fehr ·
18:  Hildigunnur Einarsdóttir ·
21: Nele Kurzke · 23: Svenja Huber · 29: Pia Adams · 34: Joanna Rode · 44: Jennifer Rode · 77: Elaine Rode · Coach: Andreas Thiel

Resultaten: 6e plaats Bundesliga – 1/8 finale DHB-Pokal – 2e kwalificatieronde EHF Cup
6: Melissa Luschnat ·
7: Lone Fischer ·
8: Mieke Düvel ·
9:  Christina Haurum ·
10: Liv Charlotte Süchting ·
11: Isabelle Dölle ·
12: Zoe Ludwig ·
13: Luisa Scherer ·
14: Friederike Gubernatis ·
16: Lea Rühter ·
17: Maike Schirmer · 18: Lisa Antl · 19: Jessica Oldenburg · 20: Katharina Filter · 21: Annika Lott · 22: Lynn Schneider · 29: Paulina Golla · 36: Lisa Prior · Coach: Dirk Leun

Resultaten: ee plaats Bundesliga – 1/8 finale DHB-Pokal – 2e kwalificatieronde EHF Cup
5: Isabell Hurst ·
8: Romana Gerisch ·
9: Elisa Stuttfeld ·
10:  Simone Spur Petersen ·
11:  Sarah Dekker ·
13:  Carolline Dias Minto ·
14:  Sanne Hoekstra ·
16: Jessica Kockler ·
17: Lisa Friedberger ·
18: Christin Kühlborn ·
26:  Sarah van Gulik · 27: Julia Maidhof · 29:  Ines Ivancok · 36:  Helen van Beurden · 44:  Julia Niewiadomska · 96:  Dionne Visser · Coach: Heike Ahlgrimm

Resultaten: 8e plaats Bundesliga – 1/4 finale DHB-Pokal
2: Selina Kalmbach ·
4: Louisa Wolf ·
6:  Nathalie Hendrikse ·
7:  Lynn Knippenborg ·
8:  Chantal Wick ·
10:  Lucija Zeba ·
11:  Birna Berg Haraldsdóttir ·
12: Sarah Wachter ·
14: Svenja Mann ·
15:  Michelle Goos ·
18: Seline Ineichen · 20: Nele Reimer · 21:  Irene Espínola Pérez · 23:  Jill Kooij · 33:  Lucie-Marie Kretzschmar · 73:  Olivia Kamińska · Coach: Pascal Morgant

Resultaten: 9e plaats Bundesliga – 1/4 finale DHB-Pokal
1: Julia Renner ·
2: Lisa-Marie Fragge ·
4:  Malene Staal ·
6: Lina Genz ·
10: Kathrin Pichlmeier ·
12: Nele Reese ·
13: Jane Martens ·
14: Marie Steffen ·
18: Laura Kannegießer ·
20: Jenny Behrend ·
22:  Kristina Logvin · 24:  Helena Mikkelsen · 25: Carina Aselmeyer · 28:  Myrthe Schoenaker · 32: Ann-Kristin Roller · Coach: Niels Bötel

Resultaten: 10e plaats Bundesliga – 2e ronde DHB-Pokal
1:  Branka Zec ·
2: Anja Brugger ·
5: Annika Blanke ·
8:  Roxana Alina Ioneac ·
9:  Johanna Schindler ·
11:  Michaela Hrbková ·
13:  Iris Guberinić ·
18:  Romy Morf-Bachmann ·
21:  Petra Adámková ·
23:  Jasmina Janković ·
32:  Lina Krhlikar · 44:  Ana Petrinja · 83:  Edit Lengyel · Coach:  Aleksandar Knežević

Resultaten: 11e plaats Bundesliga – Final Four (afgelast) DHB-Pokal
1: Anne Bocka ·
2: Annika Ingenpaß ·
4:  Sabine Heusdens ·
6:  Anouk Nieuwenweg ·
7: Josepha Kallenberg ·
8:  Anna Frankova ·
10: Maxi Mühlner ·
12:  Manuela Brütsch ·
15:  Maria Inês da Silva Pereira ·
20:  Maxime Struijs ·
22: Jana Scheib · 27: Alina Otto · 32: Marieke Blase · 33: Anna Maria Spielvogel · 72:  Erika Rajnohová · 77:  Vanessa Magg · 99: Vanessa Plümer · Coach:  Tessa Bremmer

Resultaten: 12e plaats Bundesliga – 2e ronde DHB-Pokal
1.  Nina Kolundzic ·
4. Carina Gangel ·
5. Janka Bauer ·
9.  Hanne van Rossum ·
11. Anika Hampel ·
12. Kristin Schäfer ·
13. Alicia Soffel ·
14. Sophie Hartstock ·
15. Larissa Platen ·
18. Leah Schulze ·
19. Alexandra Tinti ·
22.  Simona-Maria Cipaian ·
23. Denise Großheim ·
24. Elisa Burkholder ·
27. Franziska Fischer ·
29. Anika Kilian ·
44. Tina Kolundzic ·
91.  Katarzyna Demianczuk ·
99. Nina Reißberg ·
Coach: Thomas Zeitz

Resultaten: 13e plaats Bundesliga – 2e ronde DHB-Pokal
3: Sina Michels ·
9: Lena Feiniler ·
12: Sabine Stockhorst ·
13: Jule Haupt ·
17: Samira Brand ·
19: Sophia Sommerrock ·
20: Lea Marmodee ·
22: Saskia Fackel ·
23: Verena Oßwald ·
26: Cara Reuthal ·
33: Amelie Möllmann · 34: Elena Fabritz · 43: Anna Michl · 65: Leonie Moormann · 66: Johanna Wiethoff · 77: Carmen Moser · 82: Rebecca Engelhardt · 96: Lara Eckhardt · Coach: Katrin Schneider

Resultaten: 14e plaats Bundesliga – 1/8 finale DHB-Pokal

## Nederlanders in de Bundesliga
In het seizoen 2019/20 waren 31 Nederlandse speelsters actief in de Bundesliga:
| Rinka Duijndam    | BVB Dortmund Handball    | Sarah van Gulik     | HSG Bensheim/Auerbach    | Laura van der Heijden | SG BBM Bietigheim       |
| Kelly Dulfer      | BVB Dortmund Handball    | Sanne Hoekstra      | HSG Bensheim/Auerbach    | Angela Malestein      | SG BBM Bietigheim       |
| Merel Freriks     | BVB Dortmund Handball    | Dionne Visser       | HSG Bensheim/Auerbach    | Maura Visser          | SG BBM Bietigheim       |
| Yara ten Holte    | BVB Dortmund Handball    | Celine Michielsen   | HSG Blomberg-Lippe       | Annefleur Bruggeman²  | TSV Bayer 04 Leverkusen |
| Inger Smits       | BVB Dortmund Handball    | Isabelle Jongenelen | HSG Blomberg-Lippe       | Delaila Amega         | TuS Metzingen           |
| Kelly Vollebregt  | BVB Dortmund Handball    | Tessa van Zijl      | HSG Blomberg-Lippe       | Tamara Haggerty       | TuS Metzingen           |
| Hanne van Rossum  | FSG Mainz 05/Budenheim   | Jasmina Jankovic    | FRISCH AUF Göppingen     | Jesse van de Polder   | Tus Metzingen           |
| Sabine Heusdens   | HSG Bad Wildungen Vipers | Michelle Goos       | Neckarsulmer Sport-Union | Bo van Wetering       | TuS Metzingen           |
| Maxime Struijs    | HSG Bad Wildungen Vipers | Nathalie Hendrikse  | Neckarsulmer Sport-Union | Myrthe Schoenaker     | VfL Oldenburg           |
| Helen van Beurden | HSG Bensheim/Auerbach    | Lynn Knippenborg    | Neckarsulmer Sport-Union |                       |                         |
| Sarah Dekker      | HSG Bensheim/Auerbach    | Jill Kooij          | Neckarsulmer Sport-Union |                       |                         |

## Media
- Iedere thuisvereniging is verplicht een rechtstreekse internetuitzending aan te bieden op het platform Sportdeutschland.TV. Het platform Sportdeutschland.TV is gratis beschikbaar (met reclame-onderbrekingen) en tegen een geringe abonnementsprijs zonder reclame-onderbrekingen beschikbaar. De livestreams zijn achteraf terug te kijken en zijn tevens beschikbaar buiten Duitsland. De wedstrijden moeten met minsten één camera in beeld worden gebracht.
- Vanaf 27 december 2019 zond Eurosport Deutschland verschillende vrijdagavonden een Bundesliga wedstrijd uit. Voor het eerst in de geschiedenis is de Bundesliga hiermee live te volgen op tv.[7]